# Fukue (đảo)
Đảo Fukue (福江島 Fukuejima, Phúc Giang đảo) là đảo lớn nhất và nằm ở cực nam của quần đảo Gotō tại Nhật Bản. Hòn đảo là một phần của thành phố Gotō thuộc tỉnh Nagasaki. Sân bay Goto-Fukue nằm trên đảo.

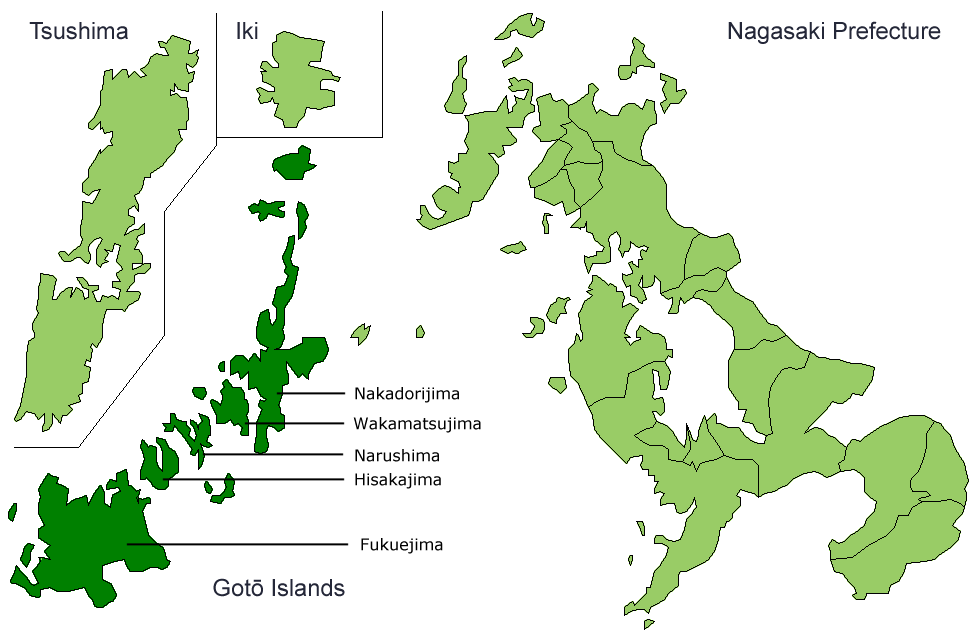
Đảo Fukue (Fukuejima) nằm ở cực nam của quần đảo Gotō

Fukue nhìn chung có khí hậu ấm áp và rất ẩm ướt (Köppen Cfa) với mùa hè nóng và rất ẩm và mùa đông mát và ẩm và thực tế không có tuyết rơi ở phần phía nam của đảo. Mặc dù vậy, vào những tháng mùa đông, dòng nước lạnh chảy xuống phía nam từ biển Okhotsk theo tuyến phìa đông của áp cao Siberi khiến cho thời tiết âm u và có ít ánh nắng hơn so với bờ biển "San‘in" từ Hagi đến Wakkanai. Giống như phần còn lại của Kyūshū, Fukue và các đảo khác của quần đảo Gotō hay bị ảnh hưởng của bão vào mùa hè vf mùa thu với lượng mưa từng lên đến 432,5 milimét (17,0 in) vào ngày 10 tháng 9 năm 2005 và 433,5 milimét (17,1 in) vào ngày 7 tháng 7 năm 1987. Tháng ẩm ướt nhất từng được ghi nhận là tháng 7 năm 1987 với lượng mưa 872 milimét (34 in) và tháng khô nhất là tháng 11 năm 1971 chỉ với 3,5 milimét (0,1 in).